# Dacia (okręg Satu Mare)
Dacia – wieś w Rumunii, w okręgu Satu Mare, w gminie Doba. W 2011 roku liczyła 157 mieszkańców. 